# Boophis albipunctatus
A Boophis albipunctatus a kétéltűek (Amphibia) osztályába, a békák (Anura) rendjébe és az aranybékafélék (Mantellidae) családjába tartozó faj. Nevét a latin alba (fehér) és a punctatus (pettyes) szavak összetételével kapta, ami a hátán látható apró fehér pettyekre utal.

## Előfordulása
A faj Madagaszkár endemikus faja. Természetes élőhelye szubtrópusi vagy trópusi párás síkvidéki erdők, folyók. A fajt élőhelyének elvesztése fenyegeti.

## Megjelenése
A faj egyedeinek mérete hímek esetében átlagosan 33 mm, nőstények esetében nem ismert. Hátának színe zöld apró fehér pettyekkel, időnként fekete pigmentációval. Hasa fehér vagy sárgás színű, torka kékes. 